# 語速
语速是指一个人在一分钟内所说出的话的音节数量，也可以理解為說話的快慢。如果一個人在一分钟内所说出话的音节数量比较多，则语速较快。在一分钟内所说出话的音节数量比较少，则语速较慢。有研究認為，語速會根据說話人遇到的上下文語境和情感、说话人所使用的不同语言和方言而有所不同。
语速可以被视为韵律的一部分。大卫·克里斯托对韵律作出了可能最为详尽的分析。他在其系统中借用了音乐用语作为术语，以允许在节奏之外的简单变化。例如在其系统中，单音节发音可以被称为"clipped"、"drawled"或"hold"，而多音节发音可以被称为"allegro"、"allegrissimo"、"lento"或"lentissimo"。Crystal声称“在所有韵律参数中，语速可能是除音高之外离散度最高的语法功能……”在基于其语料库的分析实例中，他援引了讲话者自我修复其演讲错误时语速加快的实例，以及在以标题和名字的形式引用嵌入材料时语速加快的实例，例如"I'm sorry, but we won't be able to start So you think you know what's happening for a few moments"和"This is the I'll show you a picture and you tell me what it is technique"（其中斜体文本语速较快）。